# Stadion Centralny w Valdze
Stadion Centralny w Valdze (est. Valga Keskstaadion) – wielofunkcyjny stadion znajdujący się w mieście Valga, w Estonii. Na tym stadionie swoje mecze rozgrywa drużyna piłkarska FC Valga. Stadion może pomieścić 2 500 widzów. Został otwarty w roku 1956.